# Texingtal
Texingtal is een gemeente in de Oostenrijkse deelstaat Neder-Oostenrijk, gelegen in het district Melk (ME). De gemeente heeft ongeveer 1500 inwoners.

## Geografie
Texingtal heeft een oppervlakte van 32,45 km². Het ligt in het centrum van het land, ten westen van de hoofdstad Wenen.

## Plaatsjes binnen de gemeente
Tot het gebied van de gemeente horen de volgende 22 plaatsjes. Het getal tussen haakjes is het inwoneraantal op 31 oktober 2011.
- Altendorf (182)
- Bach (50)
- Fischbach (36)
- Großmaierhof (59)
- Haberleiten (45)
- Hinterberg (51)
- Hinterholz (24)
- Hinterleiten (19)
- Kleinmaierhof (50)
- Mühlgraben (50)
- Panholz (28)
- Plankenstein (71)
- Reinöd (84)
- Rosenbichl (47)
- St. Gotthard (143)
- Schwaighof (72)
- Sonnleithen (23)
- Steingrub (135)
- Straß bei Texing (24)
- Texing (341)
- Walzberg (4)
- Weißenbach (59)

De gemeente bestaat uit de kadastrale gemeenten Fischbach, Plankenstein, Sonnleithen, St. Gotthard, Steingrub, Texing en Weißenbach.

## Musea
In het geboortehuis van Engelbert Dollfuss in Texing is het Dollfuß-Museum ingericht.

## Geboren in Texing
- Engelbert Dollfuss (1892-1934), politicus en bondskanselier van de Eerste Republiek Oostenrijk (1932-1934)